# Port lotniczy Gogrial
Port lotniczy Gogrial (ICAO: HSGO) – port lotniczy położony w Gogrial, w Sudanie Południowym (stan Warrap).